# Кутуж
Кутуж (фр. Coustouges) насеље је и општина у јужној Француској у региону Лангдок-Русијон, у департману Источни Пиринеји која припада префектури Сере.
По подацима из 2011. године у општини је живело 109 становника, а густина насељености је износила 6,47 становника/km². Општина се простире на површини од 16,86 km². Налази се на средњој надморској висини од 827 метара (максималној 1.120 m, а минималној 411 m).

## Демографија
| 1962. | 1968. | 1975. | 1982. | 1990. | 1999. | 2011. |
| ----- | ----- | ----- | ----- | ----- | ----- | ----- |
| 181   | 207   | 171   | 163   | 119   | 134   | 109   |

График промене броја становника у току последњих година